# 庫羅爾特涅 (別爾哥羅德-德涅斯特羅夫斯基區)
45°56′31″N 30°17′55″E / 45.94194°N 30.29861°E

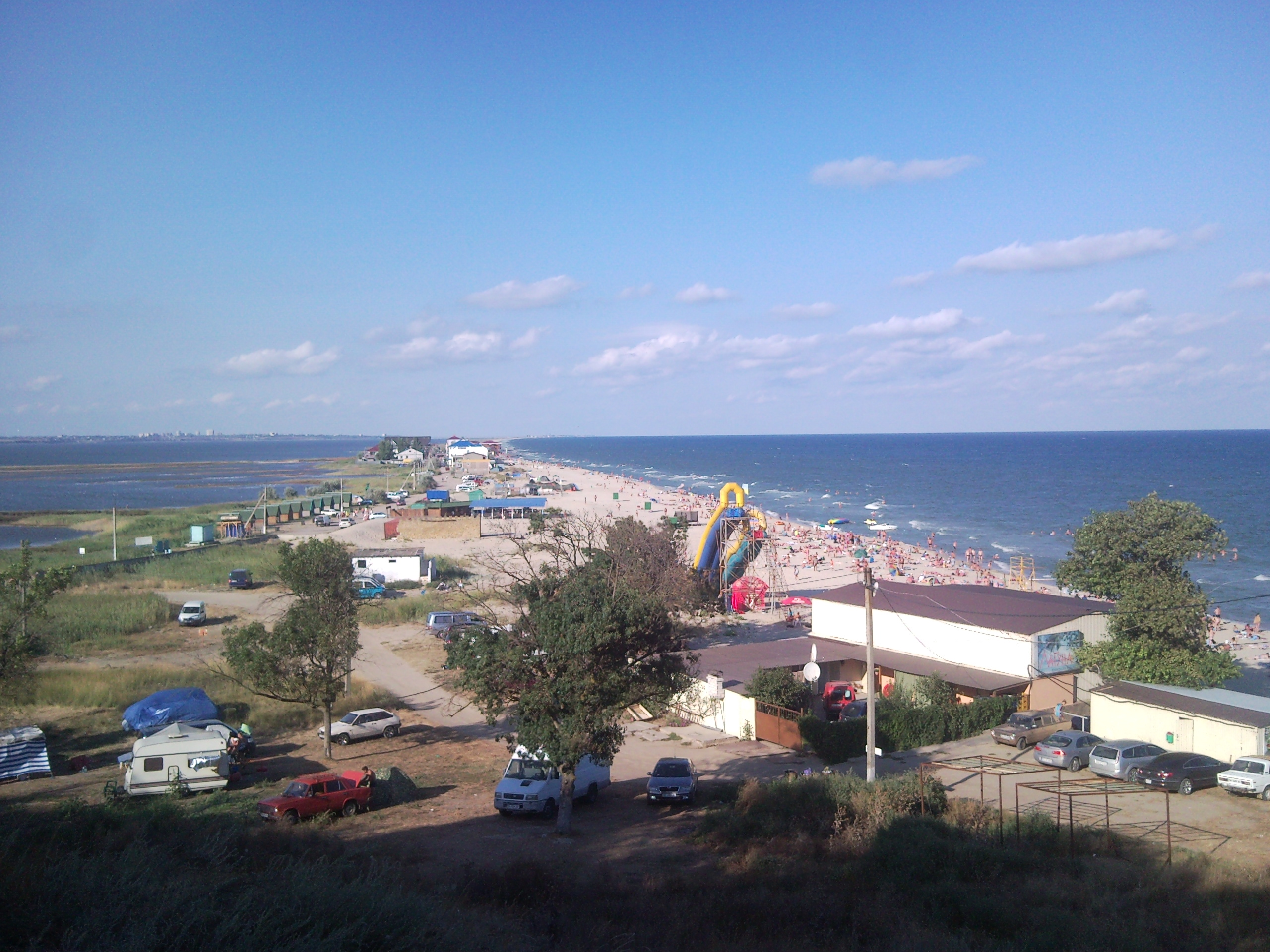

庫羅爾特內（烏克蘭語：Курортне）是位於烏克蘭西南部的村莊，由敖德萨州裡比爾霍羅德-德涅斯特羅夫斯基區的塞爾希伊夫卡市鎮負責管轄。該村始建於1905年，面積0.27平方公里，2001年人口757，人口密度每平方公里2,803.7人。